# Formació geològica del País Valencià
La formació geològica del País Valencià, donant lloc a la seva configuració actual, està condicionada per la rotació de la península Ibèrica i Àfrica en sentit antihorari (levogir) durant el període del Permià al Cretaci (fa de 300 a 65 milions d'anys) en direcció a Euràsia, aquest gir es va detenir i durant l'Oligocè (fa de 33 a 23 milions d'anys), i el territori actualment valencià girà, més lleument, en el sentit de les agulles del rellotge (dextrògir).
Així, successivament, hi ha tres compressions que afecten l'espai valencià: la compressió preoligocènica, la intraoligocènica (també anomenada ibèrica o celtibèrica) i la intramiocena (altrament dita bètica). L'orogènesi alpina s'hi va desenvolupar principalment des del Cretaci superior fins a l'actualitat.

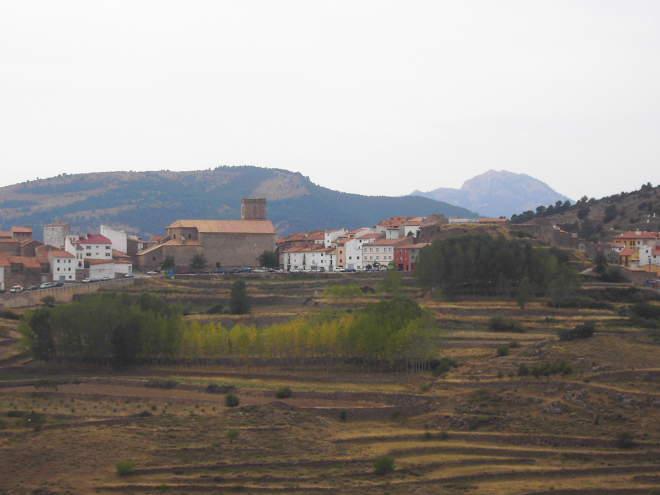
El Penyagolosa és part de l'orogènesi alpina

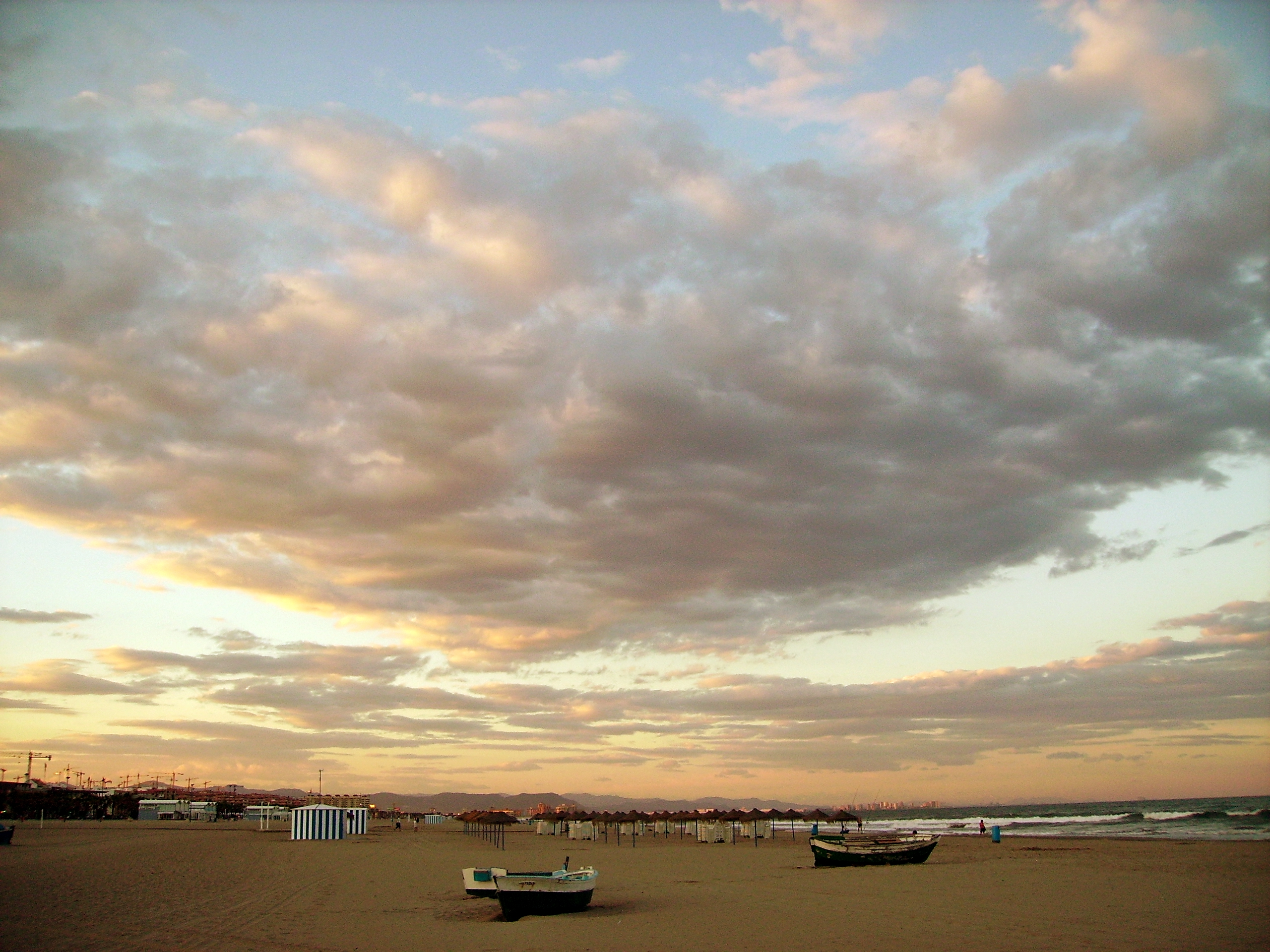
La platja de la Malva-rosa està originada en l'era quaternària

El canvi en el moviment relatiu entre les dues plaques eurasiàtica i africana es tradueix en el seu atansament i col·lisió, iniciant-se un règim compressiu que va afectar àmplies zones del sud d'Europa, nord d'Àfrica, península Ibèrica i Tetis, i marcà l'inici de l'orogènesi alpina. Aquesta col·lisió provocà el tancament progressiu del mar Tetis i aquest oceà es convertí en només llacs residuals. En aquest moment, una gran part de l'actual País Valencià era una petita península amb el seu istme al sud en direcció nord-est sud-est. En la placa ibèrica, el moviment de rotació cretàcic amb respecte a Europa es transformà en un moviment d'estripada lateral i de convergència que provocà la col·lisió del seu marge septentrional amb Europa i que culminà amb l'inici de subducció del marge cantàbric i la formació del Pirineu. La col·lisió d'Ibèria amb el sud d'Europa provocà la sutura d'ambdues plaques, de forma que a partir de l'Oligocè, Ibèria ja formava part de la placa Eurasiàtica.
La formació de muntanyes al nord i el centre del País Valencià va tenir lloc a la darreria de l'Eocè (56 a 33 milions d'anys), amb el sistema Ibèric, i al sud del País Valencià, després del Miocè inferior, amb plegaments bètics.
Les alineacions bètiques s'acostumen a dividir entre penibètic o bètic axial (representat per falques del Triàsic del Baix Segura i Nova Tabarca), i el subbètic i prebètic, que no queda tan evident com l'anterior.
La divisió entre prebètic (al nord) i subbètic (al sud), la fa la línia Monòver-Alacant. Durant l'Oligocè, al País Valencià, i en la resta de l'àrea mediterrània, es va iniciar un procés d'aprimament litosfèric començat a la Provença, que es va estendre cap al sud i que culminà durant el Miocè amb l'obertura del solc de València (o conca catalanobalear) i amb l'obertura i formació de l'escorça oceànica en la conca algeroprovençal. En el quaternari (o Neogen), des de fa 23 milions d'anys es formaren les costes valencianes i les marjals